# Zlatna arena za glumačko ostvarenje u manjinskoj koprodukciji
Od 2010. godine dodjeljuje se Nagrada za najbolje glumačko ostvarenje u manjinskoj koprodukciji. 

### Zlatna Arena za najbolje glumačko ostvarenje u manjinskoj koprodukciji  (2010.–danas)
| Godina | Dobitnik                                    | Naslov filma                                              |
| ------ | ------------------------------------------- | --------------------------------------------------------- |
| 2010.  | Zrinka Cvitešić, Tony Grga                  | Na putu, Ostavljeni                                       |
| 2011.  | Polona Juh                                  | Laku noć, gospođice                                       |
| 2012.  | Hristina Popović                            | Parada                                                    |
| 2013.  | Leon Lučev                                  | Krugovi                                                   |
| 2014.  | nije dodijeljena                            |                                                           |
| 2015.  | Denis Murić                                 | Ničije dete                                               |
| 2016.  | Vedran Živolić                              | Lazar                                                     |
| 2017.  | Salome Demuria                              | Kuća drugih                                               |
| 2019.  | Judita Franković                            | Izbrisana                                                 |
| 2020.  | Goran Bogdan                                | Otac                                                      |
| 2023.  | Ksenija Marinković, Adnan Omerović          | Jeste li vidjeli ovu ženu?, Najsretniji čovjek na svijetu |
| 2024.  | Leon Lučev, Ilinca ManolacheVladimir Tintor | Radnička klasa ide u pakao, Domaćinstvo za početnike      |